# Norðanfyri Kvíggjaskarð
Norðanfyri Kvíggjaskarð är ett berg på ön Borðoy i den nordöstra delen av ögruppen Färöarna. Bergets högsta topp är 739 meter över havet, vilket gör Norðanfyri Kvíggjaskarð till öns fjärde högsta berg. Berget ligger på den norra delen av ön.